# Volleybal op de Olympische Jeugdzomerspelen 2010 – jongens
Volleybal is een van de olympische sporten die beoefend worden tijdens de Olympische Jeugdzomerspelen 2010 in Singapore. De wedstrijden zullen worden gespeeld van 21 tot en met 26 augustus in de Toa Payoh Sports Hall. Naast het toernooi voor jongens is er een meisjestoernooi. Er werd gespeeld met zes landen, die verdeeld worden in twee groepen van drie. De top twee plaatst zich voor de halve finales.

## Deelnemende landen
De participerende landen kwalificeerden zich via de continentale kampioenschappen. Omdat gastland Singapore of bij de jongens of bij de meisjes mocht meedoen en het koos voor het meisjestoernooi, mocht ook wereldkampioen Servië meedoen.
- Argentinië: Zuid-Amerikaans kampioen 2009
- Congo-Kinshasa: Afrikaans kampioen 2010
- Cuba: Noord-Amerikaans kampioen 2010
- Iran: Aziatisch kampioen 2010
- Rusland: Europees kampioenschap 2009
- Servië: wereldkampioen 2009

## Toernooi

### Groepsfase

#### Groep A
| Team           | Wed. | W | V | PV | PT | PS | Ptn |
| -------------- | ---- | - | - | -- | -- | -- | --- |
| Rusland        | 2    | 2 | 0 | 6  | 0  | +6 | 4   |
| Servië         | 2    | 1 | 1 | 3  | 4  | -1 | 3   |
| Congo-Kinshasa | 2    | 0 | 2 | 1  | 6  | -5 | 2   |

|                        |        |       |                |                       |
| 21 augustus 2010 10u00 | Servië | 3 - 1 | Congo-Kinshasa | Toa Payoh Sports Hall |
| 21 augustus 2010 10u00 |        |       |                | Toa Payoh Sports Hall |

|                        |         |       |        |                       |
| 22 augustus 2010 12u30 | Rusland | 3 - 0 | Servië | Toa Payoh Sports Hall |
| 22 augustus 2010 12u30 |         |       |        | Toa Payoh Sports Hall |

|                        |                |       |         |                       |
| 23 augustus 2010 10u00 | Congo-Kinshasa | 0 - 3 | Rusland | Toa Payoh Sports Hall |
| 23 augustus 2010 10u00 |                |       |         | Toa Payoh Sports Hall |

#### Groep B
| Team       | Wed. | W | V | PV | PT | PS | Ptn |
| ---------- | ---- | - | - | -- | -- | -- | --- |
| Cuba       | 2    | 2 | 0 | 6  | 1  | +5 | 4   |
| Argentinië | 2    | 1 | 1 | 3  | 3  | 0  | 3   |
| Iran       | 2    | 0 | 2 | 1  | 6  | -5 | 2   |

|                        |            |       |      |                       |
| 21 augustus 2010 18u00 | Argentinië | 3 - 0 | Iran | Toa Payoh Sports Hall |
| 21 augustus 2010 18u00 |            |       |      | Toa Payoh Sports Hall |

|                        |      |       |            |                       |
| 22 augustus 2010 15u30 | Cuba | 3 - 0 | Argentinië | Toa Payoh Sports Hall |
| 22 augustus 2010 15u30 |      |       |            | Toa Payoh Sports Hall |

|                        |      |       |      |                       |
| 23 augustus 2010 18u00 | Iran | 1 - 3 | Cuba | Toa Payoh Sports Hall |
| 23 augustus 2010 18u00 |      |       |      | Toa Payoh Sports Hall |

### Eindfase

#### Plaatsen vijf en zes
|                        |                |  |      |                       |
| 25 augustus 2010 10u00 | Congo-Kinshasa |  | Iran | Toa Payoh Sports Hall |
| 25 augustus 2010 10u00 |                |  |      | Toa Payoh Sports Hall |

#### Halve finales
|                        |         |       |            |                       |
| 24 augustus 2010 10u00 | Rusland | 0 - 3 | Argentinië | Toa Payoh Sports Hall |
| 24 augustus 2010 10u00 |         |       |            | Toa Payoh Sports Hall |

|                        |      |       |        |                       |
| 24 augustus 2010 15u30 | Cuba | 3 - 0 | Servië | Toa Payoh Sports Hall |
| 24 augustus 2010 15u30 |      |       |        | Toa Payoh Sports Hall |

#### Kleine finale
|                        |        |  |         |                       |
| 25 augustus 2010 18u00 | Servië |  | Rusland | Toa Payoh Sports Hall |
| 25 augustus 2010 18u00 |        |  |         | Toa Payoh Sports Hall |

#### Finale
|                        |            |  |      |                       |
| 26 augustus 2010 11u30 | Argentinië |  | Cuba | Toa Payoh Sports Hall |
| 26 augustus 2010 11u30 |            |  |      | Toa Payoh Sports Hall |

Atletiek · Badminton · Basketbal · Boksen · Boogschieten · Gewichtheffen · Gymnastiek · Handbal · Hockey · Judo · Kanovaren · Moderne vijfkamp · Paardensport · Roeien · Schermen · Schietsport · Schoonspringen · Taekwondo · Tafeltennis · Tennis · Triatlon · Voetbal · Volleybal · Wielersport · Worstelen · Zeilen · Zwemmen